# Gasoline Alley (Comicstrip)
Gasoline Alley ist der bekannteste Comicstrip des US-amerikanischen Zeichners Frank O. King. Der Strip, dessen Charaktere in Echtzeit altern, erscheint seit 1919 als daily strip und wurde von King bis zum Jahr 1959 gehalten. Andreas C. Knigge hält Gasoline Alley für „einen der bedeutendsten amerikanischen Zeitungsstrips“.

## Handlung
In der Anfangszeit lag der Schwerpunkt des Strips in der Schilderung der Automobilbegeisterung mehrerer junger Männer, die sich mit ihren Ford T regelmäßig in einem Hof treffen. Walt Wallet, Hauptfigur und einer von diesen Männern, findet am Valentinstag im Jahr 1921 ein Baby vor seiner Haustür und adoptiert dieses. Das Auffinden dieses Babys, Skeezix genannt, bedeutete eine inhaltliche Abkehr von der ursprünglichen Konzeption des Strips in einen Familienstrip. So heiratet Walt Wallet Phyllis Blossom und bekommt mit ihr ein weiteres Kind, bevor sie noch ein zweites Kind adoptieren. Skeezix wird erwachsen, dient als Soldat im Zweiten Weltkrieg, eröffnet nach dem Krieg in seinem Heimatort eine Autowerkstatt, heiratet und bekommt selber Nachwuchs.

## Veröffentlichung und Zeichner
Unter dem Titel Sunday Morning in Gasoliney Alley begann am 24. November 1918 in der Sonntagsbeilage der Chicago Tribune eine Karikaturenreihe. Auf Wunsch des Verlegers Joseph Medill Patterson wurde diese Reihe zu einem daily strip umgearbeitet, der am 24. August 1919 zum ersten Mal erschien. Die dazugehörige Sonntagsseite wurde am 20. Oktober 1920 eingeführt.
Bis 1951 zeichnete King sowohl die Sonntagsseite als auch den daily strip. Dann gab er die Sonntagsseite an Bill Perry ab, den daily strip übergab er im Jahr 1959 an Dick Moores, der ab 1975 auch die Sonntagsseite zeichnete. Beide Zeichner hatten zuvor King assistiert. Seit 1986 werden sowohl die Sonntagsseite als auch der daily strip von Jim Scancarelli gezeichnet.
Im Jahr 1951 erschienen zwei Verfilmungen, die auf dem Comic basierten: Gasoline Alley hatte am 2. Januar 1951 Premiere, Corky of Gasoline Alley kam am 17. September 1951 in die Kinos. Bei beiden Filmen führte Edward Bernds Regie.